# Bethany Hamilton

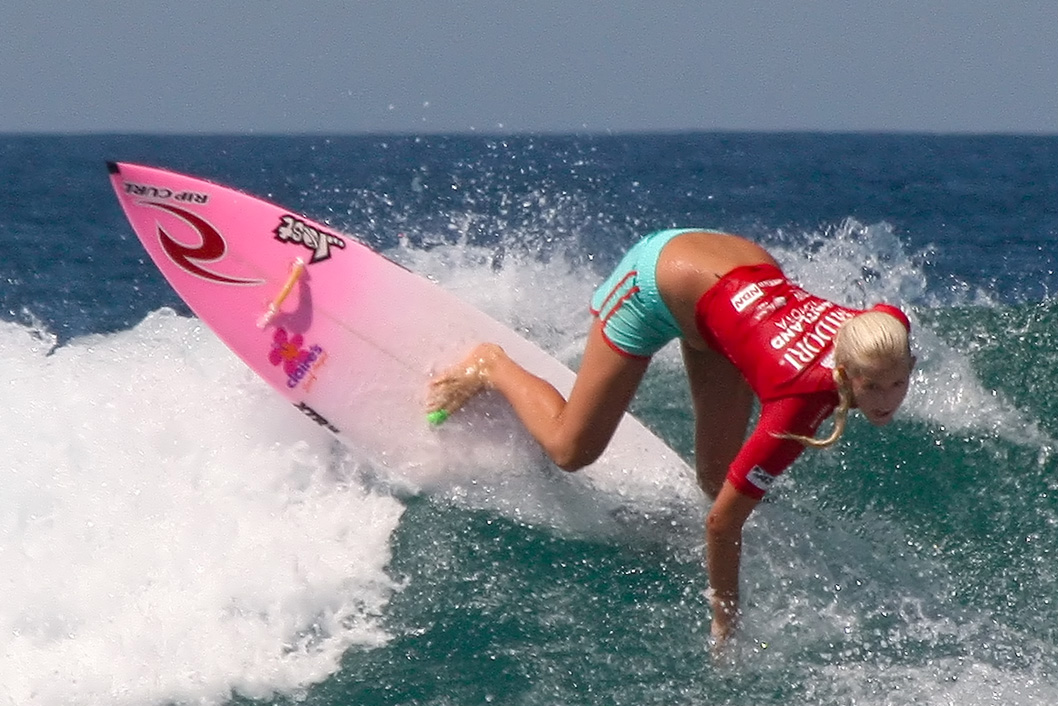
Bethany Hamilton den 11 mars 2007.

Bethany Meilani Hamilton, född 8 februari 1990 i Lihue i Hawaii, är en amerikansk professionell surfare. Hamilton växte upp i Hawaii med sin far, mor och två bröder. De delade alla samma intresse, att surfa. Bethany blev attackerad av en haj oktober 2003 och förlorade sin vänstra arm. Hon har trots detta återupptagit surfningen. Hon har skrivit en bok vid namn Soul Surfer där hon berättar om sin otroliga historia. Denna bok blev 2011 till film med namnet Soul Surfer där bl.a. AnnaSophia Robb, Helen Hunt, Dennis Quaid och Carrie Underwood medverkar.